# Kamila Magálová
Kamila Magálová (nazwisko panieńskie: Slovákova) (ur. 16 listopada 1950) – słowacka aktorka, córka słowackiego dyrygenta Ladislava Slováka

## Wybrana filmografia
- 2012: Całujesz jak szatan (Líbáš jako ďábel) jako Helena Altmanová nauczycielka francuskiego
- 2009: Całujesz jak Bóg (Líbáš jako Bůh) jako Helena Altmanová
- 1985: Fałszywy książę (Falošný princ) jako sułtanka